# ARQ (film)
ARQ je američko-kanadski znanstveno-fantastični film iz 2016. čiji je redatelj Tony Elliott. Film je prikazan na Netflixu 16. rujna 2016. Robbie Amell igra
ulogu inženjera čiji izum stvara vremensku petlju u trenutku kad mu provalnici upadaju u sobu, gdje leži s bivšom djevojkom koju glumi Rachael Taylor. Vraćajući vrijeme, glavni lik nastoji otkriti namjere svojih neprijatelja.

## Radnja
ARQ je stroj koji vraća vrijeme, svaki put na trenutak kad se Renton (Robbie Amell) probudi u 6:16. Dan traje uvijek jednako, do isteka energije, no prije isteka dana glavni lik je svaki put ubijen. Uz njega u krevetu leži Hannah (Rachael Taylor), njegova bivša koja se odjednom sinoć pojavila kod njega, a zatim su zaspali u istom krevetu iako je njezin novi dečko Grim iz Bloca. Renton isprva ne zna da ona radi za Bloc koji se želi domoći njegova izuma. Renton je naime izradio ARQ dok je bio namještenik tvrtke Torus, a zatim je ukrao ARQ i bonove. Hannu su Torusovi agenti ispitivali, no nije znala što je s Rentonom. Mjesecima je bila u izbjegličkom logoru i nakon toga se rado pridružila Blocu. Zato je odlučila opljačkati Rena. U sobu im upadaju dva napadača, a s njima su i Torusov plaćenik Sonny i Rođak. Grim i Brat misle da je rođak poginuo kad je dotaknuo ARQ.
1. buđenje. Dvojica zamaskiranih upadnu u sobu u kojoj spavaju Renton i Hannah. Vuku Rentona po podu držeći ga za noge. Renton se otme, pobjegne, skotrlja niz stepenice, udari glavom o zid i pogine.

 2. buđenje. Renton se budi, napadači ga ovaj put odvuku u garažu i svežu za stolicu. Svežu i Hannu. Napadači se zovu Father, Brother i Sonny. Žele njihove bonove (scrips). Ostave ih same na pet minuta. Renton ustima dohvati škarice, ne uhvati ih, obori svoju stolicu na pod, dohvati škarice i oslobodi se. U prostoriji s njima je truplo nekoga tko je očito dodirnuo stroj u sobi, to je ARQ: Arcing recursive quine. Renton i Hannah pokušaju se provući pokraj napadača, ali ne uspiju i jedan od njih ubije Rentona.

 3. buđenje. Renton i Hanna se bude, zarobljeni su, oslobode se i ovaj put se provuku kraj napadača. Renton ih namjerava pobiti cijanidom, no Hannah ne postupi kako joj je rekao i on je nalazi zarobljenu u prostoriji s ARQ-om. Traže od njega bonove i on im otvori svoj trezor. Žele ga ubiti no Hannah ih spriječi. Ona surađuje s njima, zovu je Majka. Svejedno Sonny ubije Rentona.

 4. buđenje. Opet su svezani na stolici. Renton se oslobodi, ali ne oslobodi odmah Hannu. Kaže joj da zna da je ona Majka. Ona prizna da radi za Bloc, kaže da ih zanimaju samo bonovi. Zamjera mu što je otišao, mučili su je, svirali istu pjesmu. On kaže da ju je tražio. Ren i Hannah onesposobe napadače, vežu ih, no Hannah ne želi poći s njim i želi bonove. Uperi u njega pištolj. On uhvati njezin pištolj i ona ga ubije.  

 5. buđenje. Bude se i ona se sjeti da ga je ubila. Vezani su za stolice. Ren objašnjava da je ARQ neograničen generator energije koji proizvodi i vrijeme. Vrate sve kako je bilo. Otvore vrata, vežu se za stolice i pozovu momke da se vrate u prostoriju. Oni se vrate, Hannah im preda Renove bonove, no kaže da će uzeti i ARQ, suprotno dogovoru s Renom. Sonny ubije Grima i Hannu. Želi onesposobiti ARQ, no treba mu lozinka koju mu Ren odbije dati pa ga Sonny ustrijeli. 

 6. buđenje. Odvuku Rena u garažu, Hannah kaže Grimu neka odu u kuhinju jesti jabuke. Ren se oslobodi i izađe, a Hannah pošalje ostale da ga traže. Kaže Grimu da moraju ubiti Sonnyja, no Sonny udari Brata misleći da ga je ubio, a zatim rani i Grima. Uperi pištolj i u Hannu, no Ren ga onesposobi električnom rukavicom. Dok nastoje previti Grima Brat uđe i ubije Rena.

 7. buđenje. Napadača nema. Grim i Brat su ubijeni, Sonny je očito postao svjestan vremenskih petlji pa ih je ubio. Hannah želi ARQ odnijeti u Bloc tako da mogu vratiti vrijeme svaki put kad izgube bitku, no Ren ne vjeruje Blocu. On želi uništiti ARQ tako da se ukuca lozinka koja glasi sky. Ren ode u potragu za Sonnyjem, no pronađe Rođaka jer se Sonny maskiran pretvara da je truplo u garaži. Ren otrči natrag i sad ih Sonny oboje drži na nišanu dok traži pojačanje. Sonny želi lozinku, Ren se namjerno uhvati za ARQ i pogine.

 8. buđenje. Opet nema napadača. Svi su u garaži i Sonny ih sve ubije. Ren ih zatvori u garažu i pusti im plin. Rođak i Sonny nanjuše cijanid po mirisu badema. Sonny ubije Rođaka, a zatim i sebe. Hannah opet želi da Bloc dobije ARQ i vjeruje u pobjedu nad Torusom koji ima sve moguće naoružanje. Od bijesa baci nešto u stakleni pano koji napukne. Ren na računalu pronađe snimku nečega što se još nije dogodilo. Hannah u Grimovim ustima pronađe papir na kojem piše sky, bosa je stane u krv i doživi strujni udar. Zato Ren ne isključi ARQ nego čeka novu petlju.

 9. buđenje. Ulaze napadači, Hannah im kaže da stanu i skine im maske, no Sonny i Rođak ih sve zarobe. Sonny traži lozinku, Rođak guši Hannu i Ren im oda lozinku. Ren povuče ručicu tobože da isključi ARQ, no time nestane struja. On i Hannah izađu iz kuće iako je vani loš zrak. Stižu do ruba kruga unutar kojeg se vrijeme vrti u petlji. No vrate se jer se Sonny ne smije domoći ARQa. Rođak ih traži i pjeva Huron Carol. Hannah se sada sjeti da ju je upravo on mučio. Skoči na njega, bore se, Hannah ga polije zapaljivom tekućinom i zapali ga. Vrati se struja jer je Sonny opet uključio ARQ. Ren ubije Sonnyja tako što ga pritisne na ARQ. Ren otkrije da su prošli mnogo više od devet petlji, na tisuće. ZMP su u zgradi. Ren prvo želi uništiti ARQ, a zatim pokušati još jednom. Snimi film u kojem samog sebe upozori da vjeruje Hanni i da odnese ARQ u Bloc. Tada Torusov robot provali i ubije ih. Novo buđenje i kraj. Možda u idućim petljama uspiju ARQ odnijeti u Bloc.

## Uloge
- Robbie Amell Renton
- Rachael Taylor Hannah / Mother
- Shaun Benson Sonny
- Gray Powell Grimm / Father
- Jacob Neayem Brother
- Adam Butcher Cuz
- Tantoo Cardinal The Pope
- Nicolas Van Burek News Anchor
- Jamie Spilchuk Mobius Common

## Vanjske poveznice
- ARQ na IMDB-u